# Dean Martin
Dean Martin (n. 7 iunie 1917, Steubenville, Ohio, SUA – d. 25 decembrie 1995, Beverly Hills, California, SUA), născut Dino Paul Crocetti,  a fost un actor de film, cântăreț, actor, crooner și umorist italiano-american. Tatăl său era Gaetano Alfonso Crocetti și mama sa Angela Crocetti.
Printre cele mai cunoscute cntece ale sale se numără Ain't That a Kick in the Head?, Memories Are Made of This, That's Amore, Everybody Loves Somebody, You're Nobody till Somebody Loves You, Sway și Volare.
A format grupul Martin și Lewis împreună cu Jerry Lewis.

## Filmografie

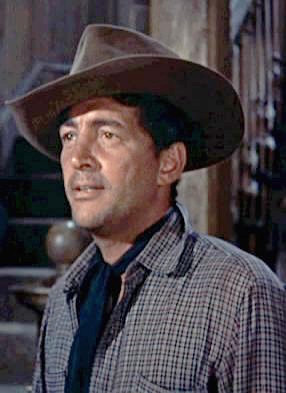
Dean Martin în filmul Rio Bravo (1959)

- 1955 Artiști și modele (Artists and Models), regia Frank Tashlin
- 1955 Nu ești niciodată prea tânăr
- 1956 Hollywood sau ruina (Hollywood or Bust), regia Frank Tashlin
- 1958 Tinerii lei (The Young Lions), regia Edward Dmytryk
- 1959 Rio Bravo
- 1966 Texas dincolo de râu
- 1970 Aeroportul (Airport), regia Henry Hathaway și George Seaton